# Holler
„Holler е десетият сингъл на английската поп група Spice Girls, издаден на 23 октомври 2000.
Песента се задържа на първо място в класацията за сингли на Великобритания UK Singles Chart.

## Списък

### Британско (част 1) и Австралийско CD (част 2)
1. „Holler“ (радио редактиран) – 3:55
2. „Let Love Lead the Way“ (радио редактиран) – 4:15
3. „Holler“ (MAW Remix) – 8:30
4. „Holler“ (видео) – 4:11

### Японско CD
1. „Holler“ (радио редактиран) – 3:55
2. „Let Love Lead the Way“ (радио редактиран) – 4:15
3. „Holler“ (видео) – 4:11
4. „Let Love Lead the Way“ (видео) – 4:14
5. „Let Love Lead the Way“ (зад кадър) – 4:30

### Дигитално EP
1. „Holler“ (радио редактиран) – 3:55
2. „Let Love Lead the Way“ (радио редактиран) – 4:15
3. „Holler“ (MAW Remix) – 8:30
4. „Holler“ (MAW Remix инструментал) – 8:30

### Дигитално EP (MAW Remixes)
1. „Holler“ (MAW племенен вокал) – 7:10
2. „Holler“ (MAW Spice Beats) – 3:12
3. „Holler“ (MAW дублиране) – 6:46
4. „Holler“ (MAW племенен инструментал) – 7:15

### Европейско CD
1. „Holler“ (радио редактиран) – 3:55
2. „Let Love Lead the Way“ (радио редактиран) – 4:15

### Британски 12-inch сингъл
A1 „Holler“ (MAW Remix) – 8:30
A2 „Holler“ (MAW Spice Beats) – 3:12
B1 „Holler“ (MAW племенен вокал) – 7:10
B2 „Holler“ (MAW дублиране) – 6:46
C1 „Holler“ (MAW Remix инструментал) – 8:30
C2 „Holler“ (MAW племенен инструментал) – 7:15